# Lonesome Street
«Lonesome Street» —en español: «Calle solitaria»— es una canción de la banda de rock británica Blur. Fue lanzado el 2 de abril de 2015 como el tercer sencillo de su octavo álbum de estudio, The Magic Whip (2015). «Lonesome Street» se lanzó a la radio estadounidense el 30 de marzo de 2015.

## Video musical
El video musical de «Lonesome Street» se publicó en la red YouTube el 2 de abril de 2015, se puede ver a un grupo de chinos haciendo una coreografía.

## Lista de canciones
Todas las pistas están escritas por Damon Albarn, Graham Coxon, Alex James y Dave Rowntree.
| N.º   | Título                                | Duración |  |
| 1.    | «Lonesome Street» (Radio Edit)        | 3:21     |  |
| 2.    | «Lonesome Street» (versión del álbum) | 4:23     |  |
| 3.    | «Lonesome Street» (Instrumental)      | 4:23     |  |
| 12:07 |                                       |          |  |

## Posicionamiento en las listas
| Lista (2015)                                | Posición más alta |
| ------------------------------------------- | ----------------- |
| Bélgica (Flandes) (Ultratip Bubbling Under) | 8                 |
| Bélgica (Valonia) (Ultratip Bubbling Under) | 23                |
| Francia (SNEP)                              | 181               |